# Ischnura heterosticta
Ischnura heterosticta är en trollsländeart. Ischnura heterosticta ingår i släktet Ischnura och familjen dammflicksländor.

## Underarter
Arten delas in i följande underarter:
- I. h. heterosticta
- I. h. tasmanica

## Bildgalleri

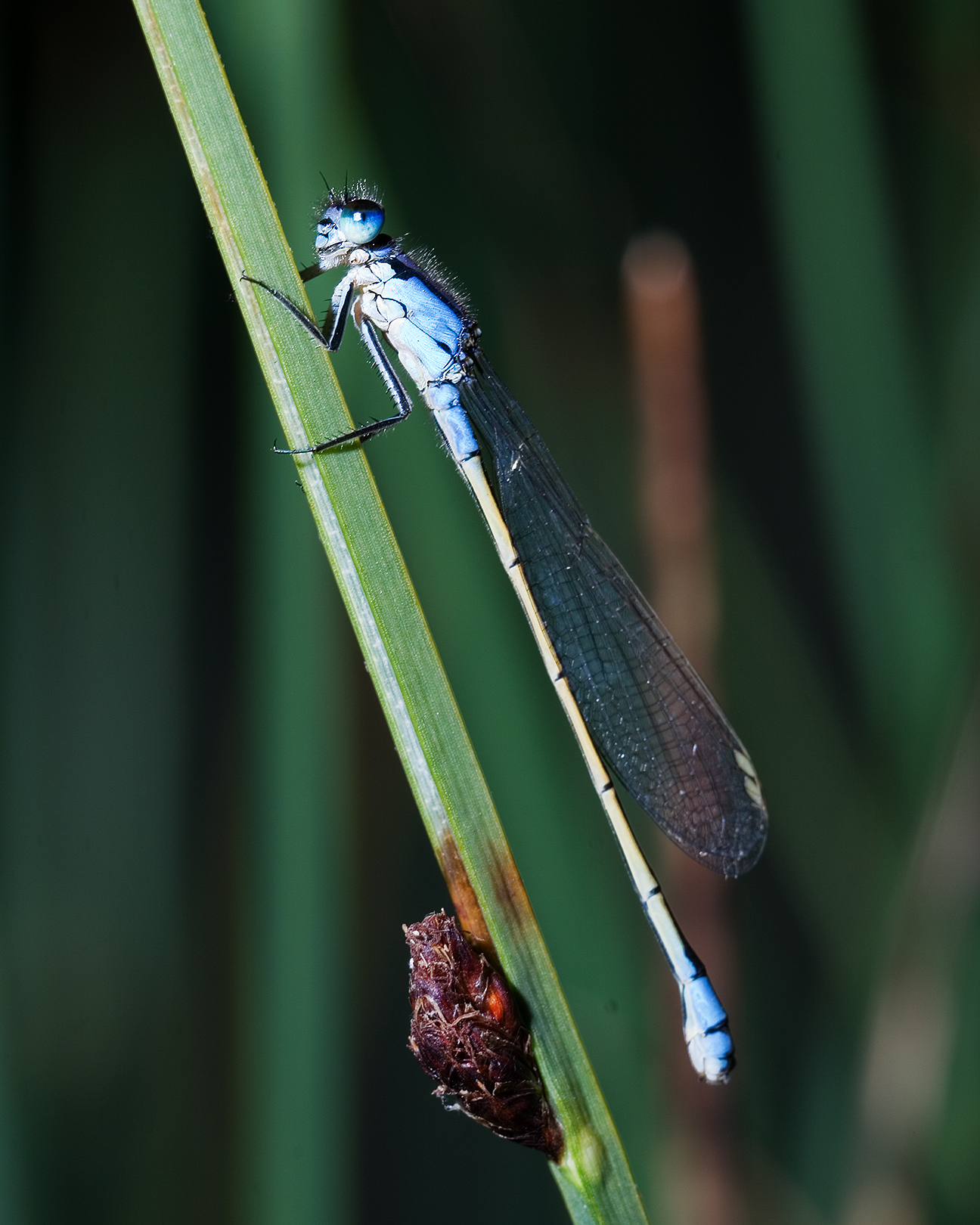
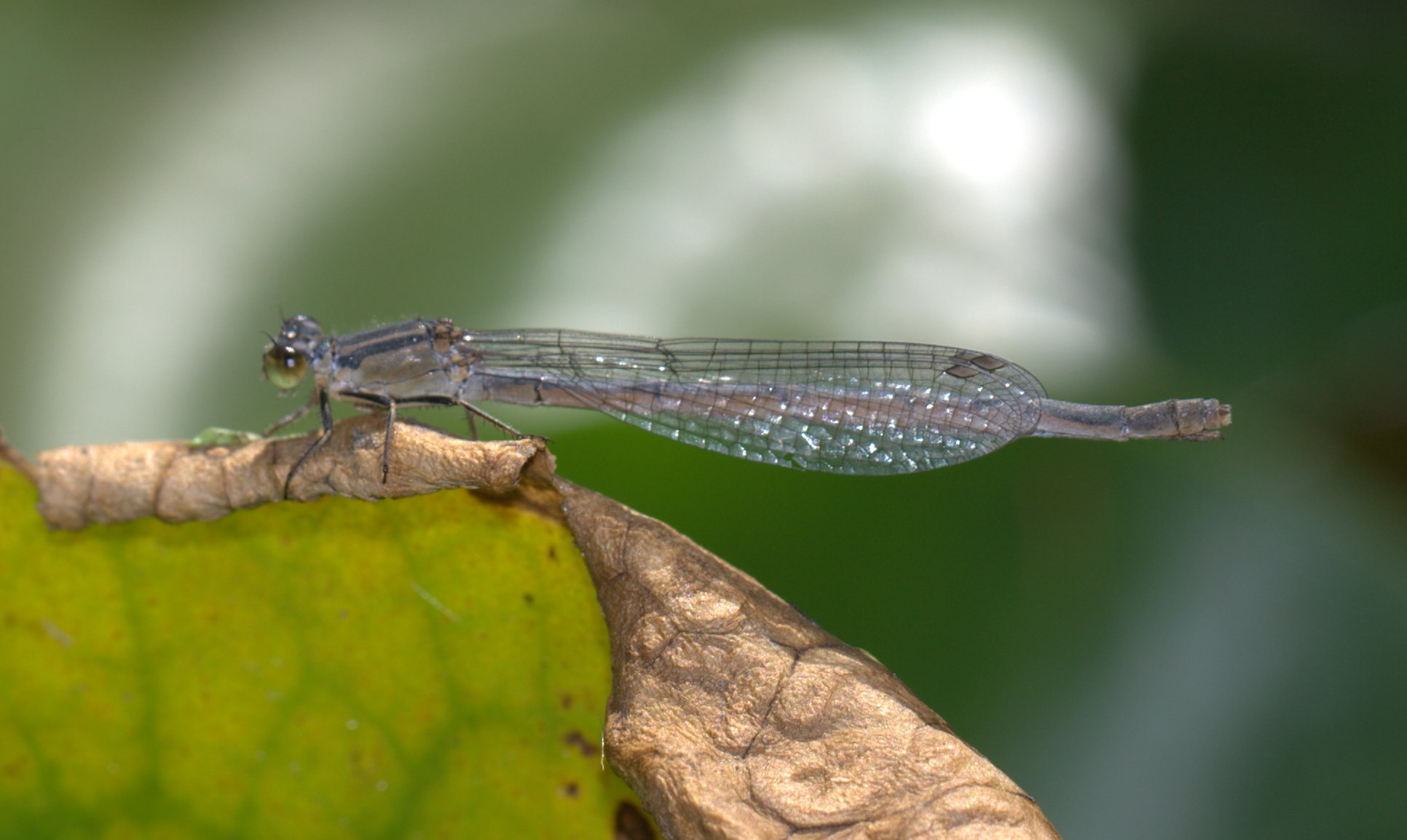
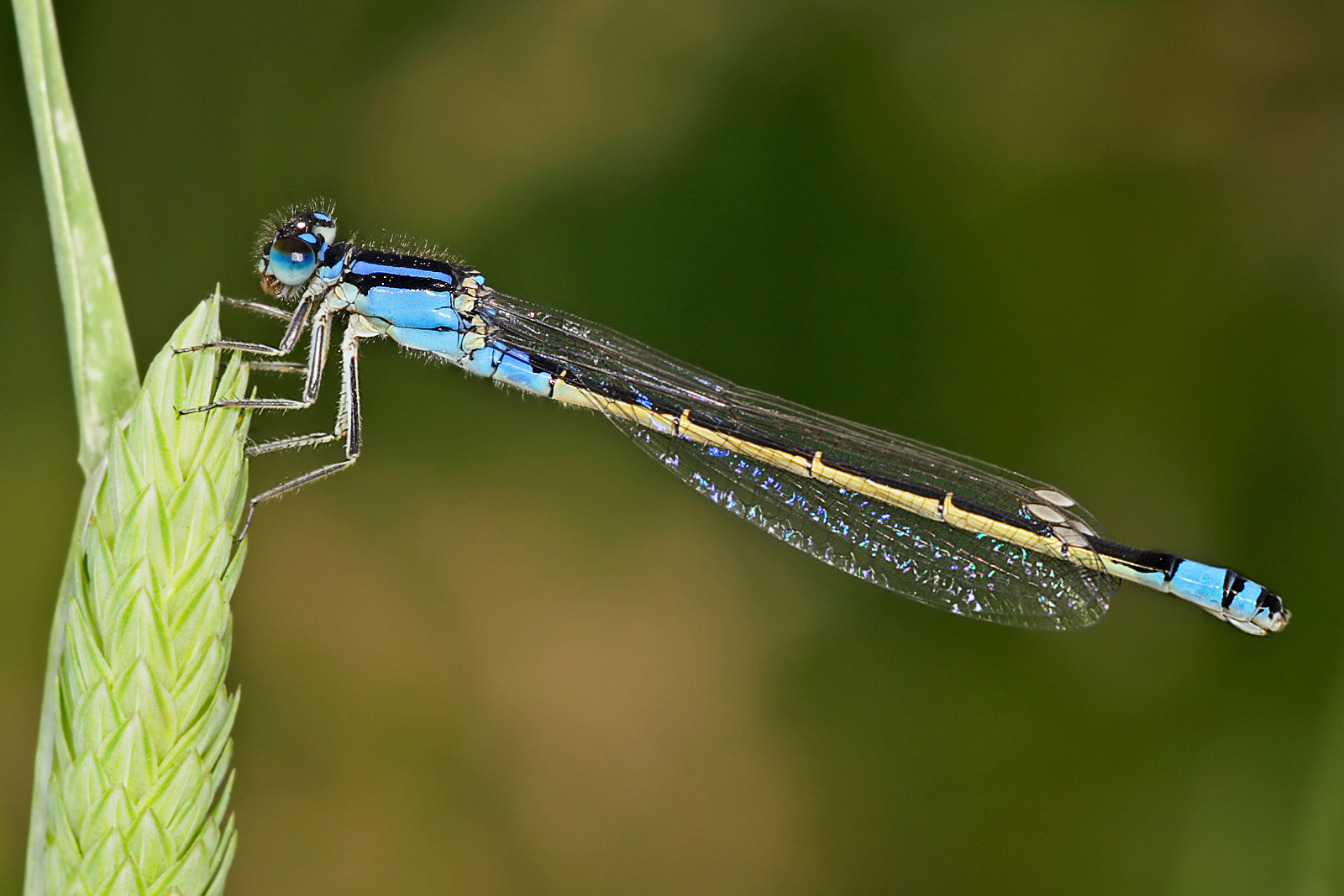
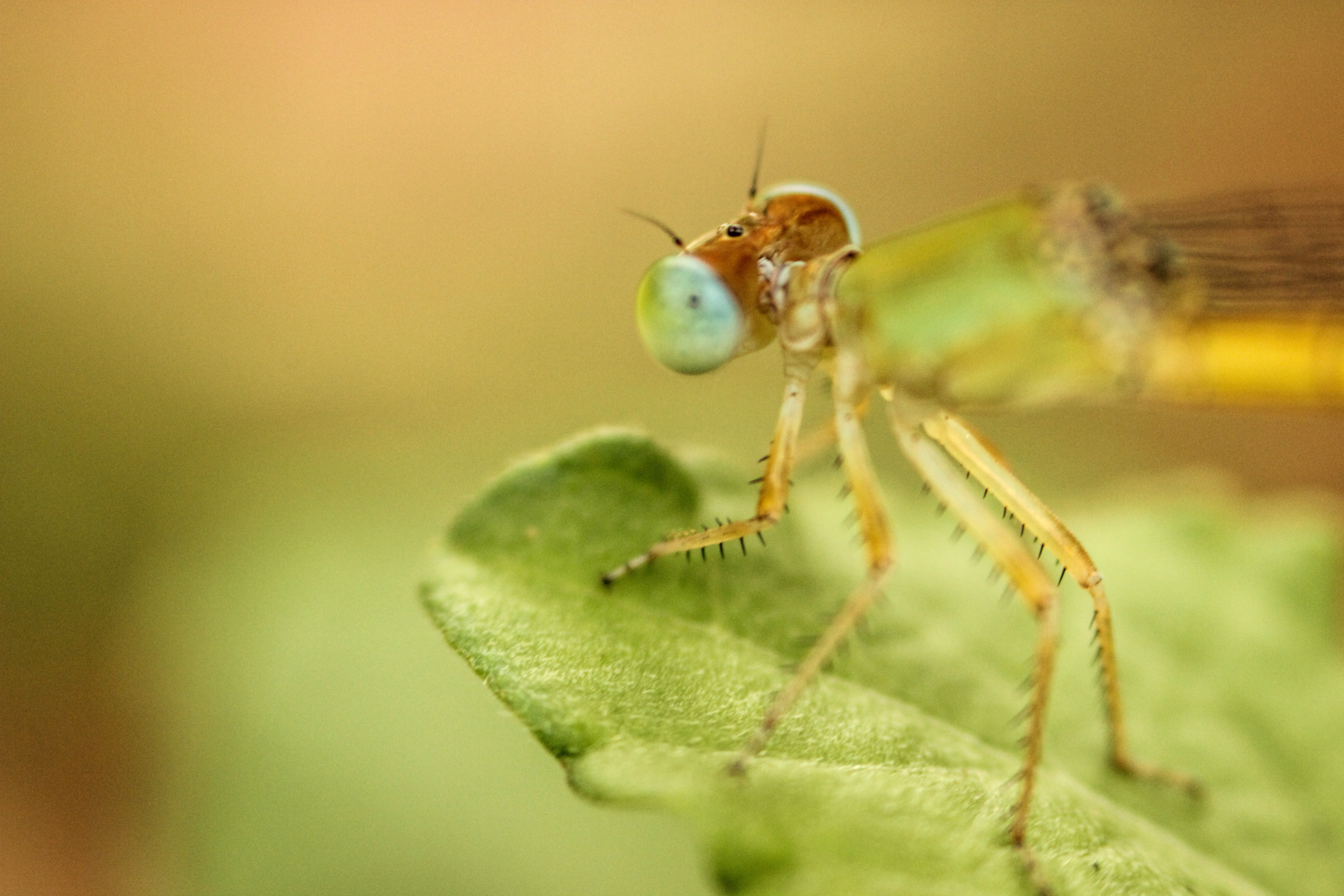
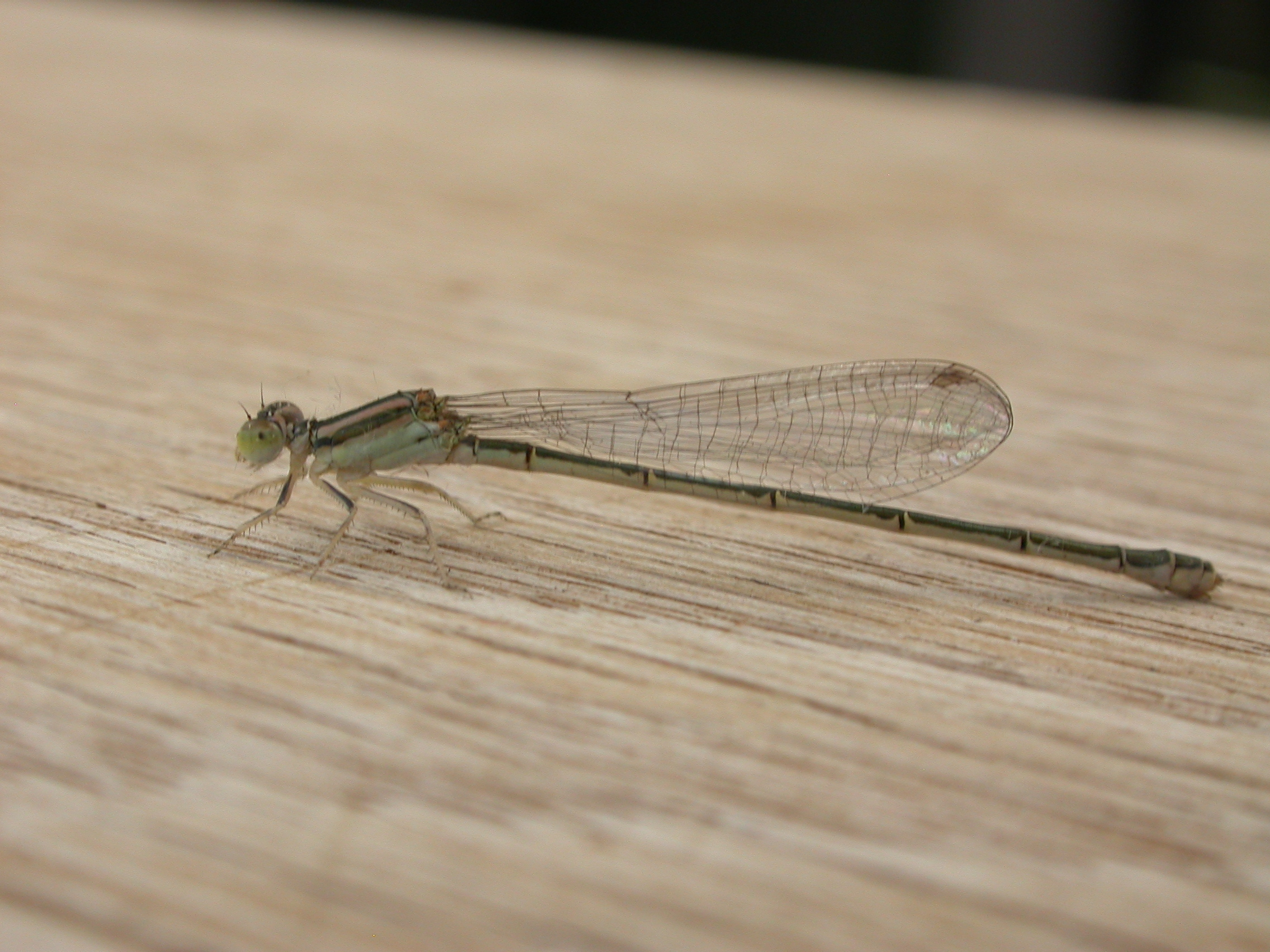
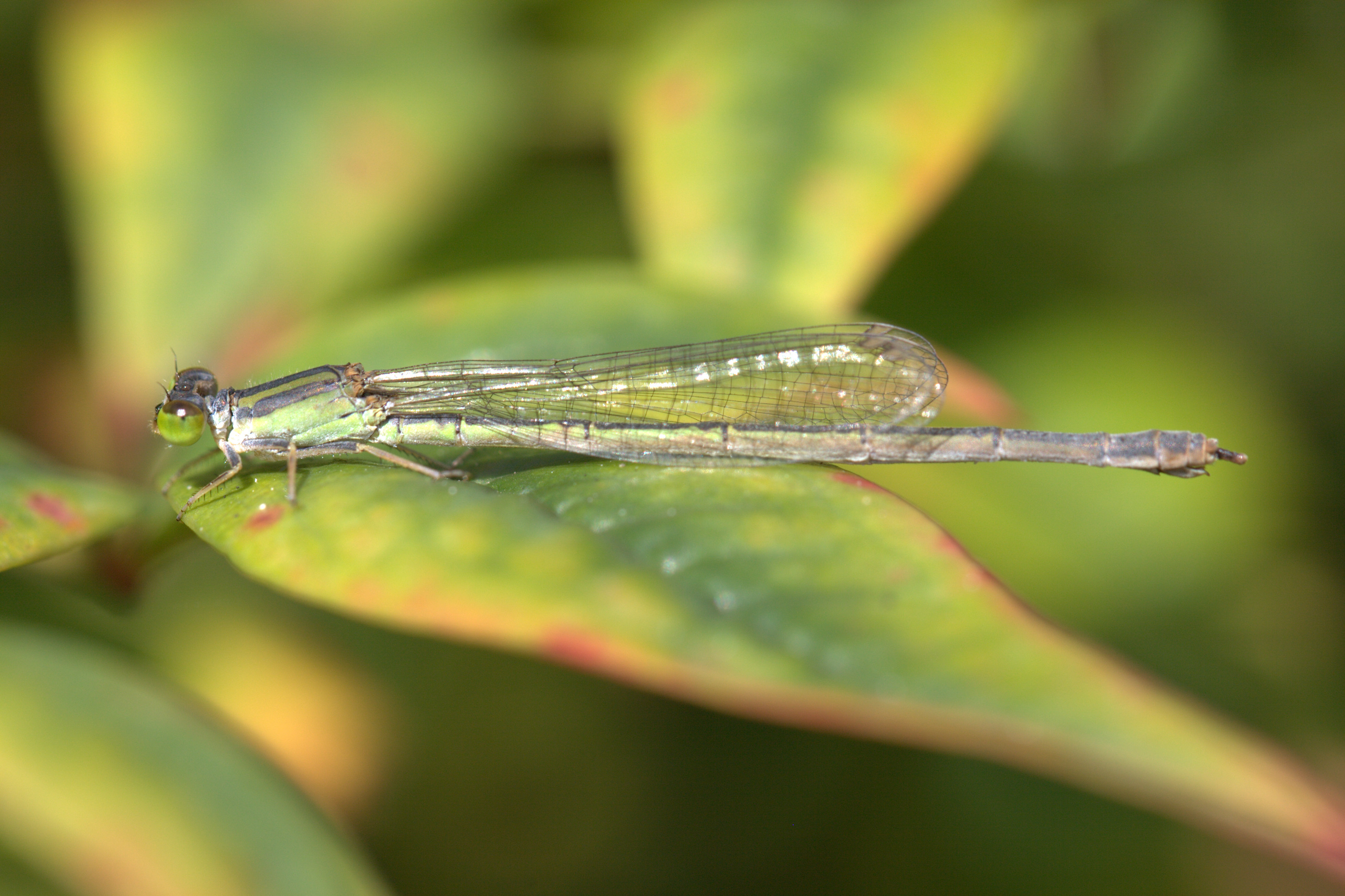